# Gomulin-Kolonia
Gomulin-Kolonia – wieś w Polsce położona w województwie łódzkim, w powiecie piotrkowskim, w gminie Wola Krzysztoporska.
| SIMC    | Nazwa    | Rodzaj    |
| ------- | -------- | --------- |
| 0555353 | Dąbrówka | część wsi |

Wieś została utworzona w wyniku parcelacji majątku ziemskiego Gomulin pod koniec 1910 roku. W latach 60. XX wieku do Gomulina-Kolonii wcielono wieś Dąbrówka.
Wierni kościoła rzymskokatolickiego należą do parafii św. Mikołaja w Gomulinie.
W latach 1975–1998 miejscowość administracyjnie należała do województwa piotrkowskiego.
Zobacz też: Gomulin